# Ананино (хутор, Бабаевский район)
Ананино — хутор в Бабаевском районе Вологодской области.
Входит в состав Борисовского сельского поселения (с 1 января 2006 года по 13 апреля 2009 года входил в Новостаринское сельское поселение), с точки зрения административно-территориального деления — в Новостаринский сельсовет.
Расстояние по автодороге до районного центра Бабаево — 74 км.
По данным переписи в 2002 году постоянного населения не было.